# Shadybrook
Shadybrook – jednostka osadnicza w Stanach Zjednoczonych, w stanie Teksas, w hrabstwie Cherokee.